# Kerry Drake

Kerry Drake est une série de bande dessinée de l'Américain Alfred Andriola publiée sous forme de comic strip de 1943 à 1983 par Publishers Syndicate (en).
Kerry Drake est d'abord un détective, puis devient policier au milieu des années 1950, après l'assassinat de sa secrétaire et fiancée, Sandy Burns. À partir de 1958, le comic strip, qui était jusque-là une bande dessinée policière réaliste et assez violente évolue vers le soap opera sur fond d'intrigues policières.
Lancée pour remplacer le comic strip policier Dan Dunn, Kerry Drake est considérée comme l'une des principales séries policières américaines. Elle a valu à son auteur le prix Reuben en 1971.